# La Florida (Colombia)
La Florida è un comune della Colombia facente parte del dipartimento di Nariño.
Il centro abitato venne fondato da Juan Meneses nel 1820.